# Белтов, Эдуард Павлович
Эдуард Павлович Белтов (Эди Бааль) — израильский журналист.
Родился в городе Самара в семье Песи Вайнштейн. Умер в 2010 году.
Награждён дипломом и медалью Валленберга за многолетнюю исследовательскую работу по установлению имен десятков тысяч евреев, пострадавших от репрессий в СССР. Этой темой Эди Бааль занимается более четверти века. Фрагменты его исследований публиковались в журналах и газетах бывшего СССР. Репатриировавшись в Израиль в 1990 году, Эди Бааль привез с собой архив, который пополнился тысячами имён благодаря радиопрограмме «Вторая Катастрофа», которая выходит в эфир дважды в месяц на волнах радио РЭКА. Диплом, подписанный председателем Общества Рауля Валленберга, писателем, доктором философии Леоном Никулиным, министром правительства Дании, писателем, президентом Международного комитета имени Андрея Сахарова Хансом Христианом Неерсков и вице-председателем общества, писателем Джеффри Кейном, передан Эди Баалю при содействии министерства иностранных дел Израиля и посольства России в Дании. Вместе с Эди Баалем награды удостоены ещё двое израильтян: Эдуард Кузнецов и Ида Нудель, в прошлом узники Сиона. Среди 25 награждённых из разных стран двое россиян: правозащитники Галина Старовойтова (посмертно) и Сергей Ковалёв. Награждение было приурочено к 50-й годовщине Декларации прав человека, принятой Организацией Объединённых Наций.

## Публикации
- Второй фронт Иосифа Сталина.
- Вторая катастрофа, в 2-х томах. Издательство «Иврус», 2007.[2]
- Расстрелянная литература, Газета "Вечерняя Москва" ISSN 10251200, 12 ноября 1988 (№ 259), С. 3.[3]